# Championnat du monde de hockey sur glace 1930
Navigation
Championnat d'Europe 1929 Pologne 1931
Le quatrième championnat du monde de hockey sur glace et par la même occasion le quinzième championnat d'Europe a lieu entre le 30 janvier et le 10 février 1930 à Chamonix en France.

## Contexte
En 1930, c'est la première fois que les équipes nationales se rencontrent en dehors des Jeux olympiques d'hiver. La compétition oppose alors douze nations avec un système d'élimination directe. Cela dit, le Canada, représenté par l'équipe des Bearcats de Port Arthur étant supposée tellement forte, ne joue pas les matchs préliminaires et accède directement à la finale. L'équipe du Canada est composée de Howard Armstrong (capitaine), Timpson, Griffin, Radke, Park, Clayton, Adams, Grant et Hutchinson.
Cela dit, afin de se préparer aux conditions de jeu, les canadiens ont joué deux matchs d'exhibition. 
Tous les matchs sont alors censés se dérouler sur une patinoire naturelle en France mais en raison des conditions météorologiques faisant fondre la glace, seuls les premiers tours ont lieu à Chamonix, les autres matchs ayant lieu soit à Vienne en Autriche soit à Berlin en Allemagne.

## Résultats des matchs

### Matchs d'exhibition
Le premier match eut lieu le 7 février à Vienne et ce fut la première défaite toutes compétitions confondues d'une équipe canadienne contre une équipe européenne. Les autrichiens battent alors le Canada 1 but à 0.
Le second match des canadiens eut lieu le 9 février et les canadiens battent alors les tchécoslovaques sur le score de 14-1.

### Premier tour
Les matchs du premier tour ont eu lieu le 30 janvier sur la patinoire de Chamonix.
- France 4-1 Belgique
- Hongrie 2-0 Italie
- Allemagne 4-2 Grande-Bretagne

### Quarts de finale
Les matchs des quarts de finale ont lieu le 1er février sur la patinoire de Chamonix.
- Pologne 5-0 Japon
- Suisse 3-1 Tchécoslovaquie
- Autriche 2-1 France
- Allemagne 4-1 Hongrie

### Demi-finales
Les demi-finales ont également été jouées à Chamonix le 2 février.
- Allemagne 3-1 Pologne
- Suisse 2-1 Autriche

### Match pour la quatrième place
Ce fut le seul match officiel qui a eu lieu à Vienne. Le 5 février, l'Autriche bat la Pologne sur le score de 2 buts à 0.

### Match qualificatif pour la médaille d'or
Ce match a eu lieu le 9 février à Berlin sur la patinoire du Sportpalast et l'équipe locale, l'Allemagne a battu la Suisse 2 à 1.

### Match pour la médaille d'or
Ce match a eu lieu le lendemain du match qualificatif et les Allemands ont été battus 6 buts à 1 par le Canada.

## Classement final
| Clt   | Équipe          | PJ | V | D | N | BP | BC | Pts |
| ----- | --------------- | -- | - | - | - | -- | -- | --- |
| +001, | Canada          | 1  | 1 | 0 | 0 | 6  | 1  | 2   |
| +002, | Allemagne       | 5  | 4 | 1 | 0 | 14 | 11 | 8   |
| +003, | Suisse          | 3  | 2 | 1 | 0 | 6  | 4  | 4   |
| +004, | Autriche        | 3  | 2 | 1 | 0 | 5  | 3  | 4   |
| +005, | Pologne         | 3  | 1 | 2 | 0 | 6  | 5  | 2   |
| +006, | France          | 2  | 1 | 1 | 0 | 5  | 3  | 2   |
| +006, | Hongrie         | 2  | 1 | 1 | 0 | 3  | 4  | 2   |
| +006, | Japon           | 1  | 0 | 1 | 0 | 0  | 5  | 0   |
| +006, | Tchécoslovaquie | 1  | 0 | 1 | 0 | 1  | 3  | 0   |
| +010, | Belgique        | 1  | 0 | 1 | 0 | 1  | 4  | 0   |
| +010, | Grande-Bretagne | 1  | 0 | 1 | 0 | 2  | 4  | 0   |
| +010, | Italie          | 1  | 0 | 1 | 0 | 0  | 2  | 0   |

| Clt | Équipe          |
| --- | --------------- |
| 1   | Allemagne       |
| 2   | Suisse          |
| 3   | Autriche        |
| 4   | Pologne         |
| 5   | France          |
| 5   | Hongrie         |
| 5   | Tchécoslovaquie |
| 8   | Belgique        |
| 8   | Grande-Bretagne |
| 8   | Italie          |

### Médaillés
Voici l'alignement complet des médaillés du tournoi :
| Champions du monde Canada | Willie Adams, Howard Armstrong, Bert Clayton, Gordon Grant, Joe Griffin, Don Hutchinson, Alex Park, Fred Radke, Percy Timpson Entraîneur : Les Allen                                     |
| Argent Allemagne          | Rudi Ball, Alfred Heinrich, Erich Herker, Gustav Jaenecke, Franz Kreisel, Günther Kummetz, Walter Leinweber, Erich Römer, Martin Schröttle, Marquard Slevogt Entraîneur : Erich Römer    |
| Bronze Suisse             | Emil Eberle, Fritz Fuchs, Albert Geromini, Fritz Kraatz, Albert Künzler, Carletto Mai, Heini Meng, Albert Rudolf, Beat Ruedi, Richard Torriani, Conrad Torrianni Entraîneur : Bobby Bell |

## Sources
- (en) IIHF Media Guide & Record Book 2011, IIHF, 2011
- Marc Branchu, « Championnats du monde 1930 », sur www.passionhockey.com